# Chamaecytisus ponomarjovii
Chamaecytisus ponomarjovii là một loài thực vật có hoa trong họ Đậu. Loài này được Czerep. miêu tả khoa học đầu tiên.